# 佐藤貞雄
佐藤 貞雄（さとう さだお、1904年〈明治37年〉1月3日 - 1985年〈昭和60年〉10月25日）は、日本の剣道家。段位は範士九段。

## 経歴
1904年（明治37年）、新潟県中蒲原郡横越村に生まれる。幼少時より父七三と旧新発田藩剣術師範今井常固から直心影流剣術の指導を受ける。
1921年（大正10年）、上京し、神田明信館本部修道学院（高野佐三郎道場）に入門。
1927年（昭和2年）、宮内省皇宮警手および剣道専修員を拝命。以後、皇宮警手部長、皇宮警部補、皇宮警察学校教官を歴任。
1937年（昭和12年）、持田盛二の推薦を受け玉川学園中学（旧制）の剣道教師兼任。
1944年（昭和19年）、皇宮済寧館道場剣道教師拝命。
1954年（昭和29年）、皇宮済寧館道場剣道師範拝命。
1960年（昭和35年）、剣道範士号。
1964年（昭和39年）、定年退職（名誉師範就任）。同年、東京オリンピック剣道デモンストレーションに参加。
1965年（昭和40年）、玉川学園剣道教師、玉川大学剣道部師範を務める。
1972年（昭和47年）、剣道九段。
1974年（昭和49年）、勲五等双光旭日章受章。
1985年（昭和60年）、死去。享年81。

## 著書
- 『私の剣道修行』、玉川大学出版